# O rei e o deus
O rei e o deus (em protoindo-europeu: H₃rḗḱs dei̯u̯ós-kwe) é uma narrativa escrita em uma reconstrução da língua protoindo-europeia. Foi inspirada no episódio "rei Harishcandra" do Brâmana Aitareya (7.14 … 33.2).

## O rei e o deus
Versão do poema por Eric P. Hamp, publicada na Enciclopédia da Cultura Indo-europeia em 1997
To rḗḱs éh1est. So n̥putlos éh1est. So rēḱs súhnum éwel(e)t. Só tós(j)o ǵʰeutérm̥ (e)pr̥ḱsḱet: "Súhxnus moi ǵn̥h1jotām!" So ǵʰeutēr tom rḗǵm̥ éweukʷet: "Ihxgeswo deiwóm Wérunom". So rḗḱs deiwóm Werunom h4úpo-sesore nu deiwóm (é)ihxgeto. "ḱludʰí moi, phater Werune!" Deiwós Wérunos km̥ta diwós égʷehat. "Kʷíd welsi?" "Wélmi súxnum." "Tód h1éstu", wéukʷet loukós deiwos Werunos. Rēǵós pótniha súhnum gegonh1e.
Versão de Lehmann:
Pótis gʰe ʔest. Só-kʷe n̥gn̥ʔtós ʔest, sū́num-kʷe wl̥next. So ǵʰutérm̥ pr̥ket: "Sū́nus moi gn̥hjotām!" ǵʰutḗr nu pótim weukʷet: "Jégeswo gʰi déiwom Wérunom." úpo pro pótis-kʷe déiwom sesore déiwom-kʷe jegto. "Kludʰí moi, dejwe Werune!" Só nu km̥ta diwós gʷāt. "Kʷód wl̥nexsi?" "Wl̥néxmi sū́num." "Tód ʔestu", wéwkʷet lewkós déjwos. Pótnī gʰi sū́num gegonʔe.

### Versão de 2013
Em 2013, a Enciclopédia da Cultura Indo-europeia publicou uma versão atualizada do poema:
H3rḗḱs h1est; só n̥putlós. H3rḗḱs súhxnum u̯l̥nh1to. Tósi̯o ǵʰéu̯torm̥ prēḱst: "Súhxnus moi̯ ǵn̥h1i̯etōd!" Ǵʰéu̯tōr tom h3rḗǵm̥ u̯eu̯ked: "h1i̯áǵesu̯o dei̯u̯óm U̯érunom". Úpo h3rḗḱs dei̯u̯óm U̯érunom sesole nú dei̯u̯óm h1i̯aǵeto. "ḱludʰí moi, pter U̯erune!" Dei̯u̯ós U̯érunos diu̯és km̥tá gʷah2t. "Kʷíd u̯ēlh1si?" "Súhxnum u̯ēlh1mi." "Tód h1estu", u̯éu̯ked leu̯kós dei̯u̯ós U̯érunos. Nu h3réḱs pótnih2 súhxnum ǵeǵonh1e.
Tradução aproximada ao português:
Havia um rei. Ele não tinha filhos. Ele queria um filho. Ele pediu a um sacerdote: "eu quero um filho!". O sacerdote respondeu ao rei: "reze ao deus Werunos." O rei se aproximou do deus Werunos agora para rezar a ele. "Escute-me, pai Werunos!". O deus Werunos desceu dos céus. "O que queres?" "quero um filho." "que assim seja." disse brilhando o deus Werunos. A esposa do rei teve à um filho.